# Lezama
Lezama és un municipi de la província de Biscaia, País Basc, pertanyent a la comarca de Gran Bilbao. Limita a l'est amb Larrabetzu, al sud amb Galdakao, a l'oest amb Zamudio i al nord amb Gamiz-Fika.

## Història
Originàriament era un elizate pertanyent a la merindad d'Uribe. Les nombroses cases solars i torres de llinatge que es van aixecar a la seva jurisdicció revelen fortes arrels medievals. Se citen entre les més antigues, la casa de Basabil i Aretxabaleta, la fundació de la qual va ser atribuïda als dos fills del capità Emengoa, en el segle x, i la casa solar d'Oxangoiti edificada l'any 1024 per un tal Percebo Caballero.
La tradició assenyala un descendent d'aquesta última com a autor i primer amo de la torre Lezama, que va albergar a un dels principals llinatges del Senyoriu i va donar nom a aquest elizate, que va ser un cap de bàndol bel·licós en freqüent conflicte amb altres parcialitats. Pedro Ruiz de Lezama va reconstruir i va ampliar la torre en 1360; als seus voltants es va lliurar, cinquanta anys més tard, una aferrissada batalla, entre els Lezama i els Diaz de Landa. Poc després (1420), els Lezama es van aliar amb Pedro Cigor i van atacar Rodrigo i Fortun Aguirre-Zugasti; després d'una feroç trobada entre les dues parcialitats, el gendre de Fernando de Lezama, que a més era fill de l'arxiprest de Larrabetzu, va ser decapitat pels seus enemics davant les portes de la seva casa. Aquesta mort va ser motiu de llargs i nombrosos enfrontaments, que van llanguir gràcies a enllaços matrimonials i a l'activa intervenció de la justícia, que va acabar per pacificar les guerres de bàndols.
En aquesta època trobem assentats a Lezama als Goitia, Larragoiti, Madariaga, Basozábal, Olazarra, Ugarte i Suquía, entre d'altres, que no van escapar als turbulents conflictes que va viure el Senyoriu a l'acabament de l'Edat Mitjana. La casa solar d'Oxangoiti va erigir en el segle xiii l'església parroquial de Santa Maria. Estava regida per un fidel que ocupa el seient 41 a les Juntes Generals de Gernika.

## Persones il·lustres
- Mikel Zarate, escriptor en basc